# Vaucelles-et-Beffecourt
Vaucelles-et-Beffecourt – miejscowość i gmina we Francji, w regionie Hauts-de-France, w departamencie Aisne.
Według danych na styczeń 2014 roku gminę zamieszkiwało 221 osób, a gęstość zaludnienia wynosiła 55 osób/km².